# Юдин, Сергей Сергеевич (генерал)
Сергей Сергеевич Юдин (22 июня 1959, Баку, АзССР, СССР — 10 июня 2019, Санкт-Петербург, Россия) — российский военачальник. Заместитель начальника ВУНЦ СВ «Общевойсковая академия имени М. В. Фрунзе ВС РФ» (2017—2019), генерал-лейтенант (2016).
Участник первой и второй чеченских войн, войны в Таджикистане и военной операции России в Сирии.

## Биография
Окончил Бакинское высшее общевойсковое командное училище имени Верховного Совета Азербайджанской ССР с отличием в 1984 году, Военную академию имени М. В. Фрунзе — в 1993 году, Военную академию Генерального штаба Вооружённых Сил Российской Федерации — в 2004 году.
Срочную службу проходил в 1978—1980 годах в Прикарпатском военном округе.
После окончания срочной службы поступил в Бакинское высшее общевойсковое командное училище имени Верховного Совета Азербайджанской ССР, которое окончил в 1984 году с отличием.
Служил в Группе советских войск в Германии на различных должностях: от командира взвода — до начальника штаба мотострелкового батальона.
В дальнейшем служил на Дальнем Востоке начальником штаба отдельного батальона в укрепленном районе.
После окончании Военной академии имени М. В. Фрунзе был назначен командиром батальона, затем начальником штаба танкового полка в Московском военном округе.
С 1994 по 1996 год — начальник штаба 166-й отдельной гвардейской мотострелковой бригады на территории Чеченской республики.
С февраля 1996 года командир 245-го мотострелкового Гнезненского полка, который вел боевые действия в Шатойском районе. В 1997 году полк был самым первым, который переформировали в часть постоянной боевой готовности полного состава. В 1999 году полк был переброшен на Северный Кавказ в зону боевых действий.
В 2001 году назначен начальником штаба 3-й мотострелковой Висленской дивизии, дислоцировавшейся в Нижнем Новгороде.
С июня 2004 года по январь 2006 года — командир 201-й российской военной базы в Таджикистане. С января 2006 года по январь 2008 — начальник штаба 2-й гвардейской общевойсковой армии (с февраля 2007 года генерал-майор),
С января 2008 года по июнь 2009 года — командующий 22-й гвардейской Кёнигсбергской общевойсковой армией. С июня 2009 года по апрель 2012 года — командующий 20-й гвардейской общевойсковой армией. С апреля по ноябрь 2012 года — начальник организационно-мобилизационного управления — заместитель начальника штаба Западного военного округа.
С ноября 2017 года по апрель 2018 года — врио начальника Общевойсковой академии имени М. В. Фрунзе Вооружённых Сил РФ.
С апреля 2018 года — заместитель начальника Военного учебно-научного центра Сухопутных войск «Общевойсковая академия ВС РФ» имени М. В. Фрунзе.
Женат, воспитывал двух сыновей.
Скоропостижно скончался 10 июня 2019 года. Похоронен 13 июня на Федеральном военном мемориальном кладбище в Мытищах.

## Награды и звания
- Орден «За заслуги перед Отечеством» IV степени с мечами
- Орден Александра Невского
- Орден Мужества
- Орден Мужества
- Орден «За военные заслуги»
- Медаль ордена «За заслуги перед Отечеством» II степени с мечами
- Медаль «Участнику военной операции в Сирии»
- Медаль «За участие в миротворческой миссии в Сирийской Арабской Республике»
- Орден Дружбы народов (31 марта 2010 года, Белоруссия) — за значительный личный вклад в укрепление мира, дружественных отношений и сотрудничества между Республикой Беларусь и Российской Федерацией[8].
- Заслуженный военный специалист Российской Федерации
- Кандидат исторических наук.